# Andriej Kirilenko (polityk)
Andriej Pawłowicz Kirilenko (ros. Андре́й Па́влович Кириле́нко; ur. 8 września 1906 w Aleksiejewce w rejonie Biełgorodu, zm. 12 maja 1990 w Moskwie) – radziecki polityk, członek Komitetu Centralnego KPZR (1956–1986) i Biura Politycznego KC KPZR (1962–1982), deputowany do Rady Najwyższej ZSRR (1950–1982), dwukrotny Bohater Pracy Socjalistycznej (1966 i 1976).

## Życiorys
W 1925 ukończył szkołę techniczną i został mechanikiem elektrycznym, w 1929 wstąpił do Komsomołu, a w 1931 do WKP(b), w 1936 ukończył Rybiński Lotniczy Technologiczny Instytut i podjął pracę w Zaporożu jako inżynier-konstruktor lotniczy. Członek rejonowych komitetów partyjnych. Brał udział w wojnie z Niemcami od 1941, członek Rady Wojskowej 18 Armii Frontu Południowego (1942–1943). W latach 1944–1947 II sekretarz Komitetu Obwodowego WKP(b) w Zaporożu (1946–1947 I sekretarzem partii w tym mieście był Leonid Breżniew), a 1947–1950 I sekretarz  Komitetu Obwodowego partii w Mikołajowie. W okresie od VI 1950 do XII 1955 I sekretarz Komitetu Obwodowego WKP(b)/KPZR w Dniepropietrowsku, a XII 1955 – IV 1962 w Swierdłowsku. Od 29 VI 1957 do 31 X 1961 zastępca członka, a 23 IV 1962 – 22 XI 1982 członek Biura Politycznego KC KPZR. W latach 1956–1986 członek KC, a od 8 IV 1966 do 22 XI 1982 sekretarz KC KPZR. W latach 1950–1982 był deputowanym do Rady Najwyższej ZSRR. W 1970 uznany za jednego z najważniejszych ludzi w KPZR i za potencjalnego następcę Breżniewa jako przywódcę KPZR. W grudniu 1982 przeszedł na emeryturę.

## Odznaczenia i nagrody
- Medal Sierp i Młot Bohatera Pracy Socjalistycznej (dwukrotnie – 1966 i 1976)
- Order Lenina (siedmiokrotnie – 1948, 1953, 1956, 1958, 1966, 1971, 1976)
- Order Rewolucji Październikowej (1981)
- Order Wojny Ojczyźnianej II klasy (1985)
- Order Georgi Dimitrowa

I medale.